# Volta a Andalusia 1959
La Volta a Andalusia 1959 va ser la 6a edició de la Volta a Andalusia. La cursa es disputà entre l'1 i el 8 de febrer de 1959, amb un recorregut de 1.342,0 km repartits entre vuit etapes.
El vencedor final fou el català Miquel Pacheco, amb poc més d'un minut sobre l'alacantí Joaquín Barceló. Completà el podi Antonio Jiménez Pareja. Pacheco també s'imposà en la classificació de la muntanya, mentre el Faema fou el millor equip.

## Etapes
| Etapa | Data        | Recorregut                      | Km    | Vencedor d'etapa     | Líder de la general    |
| ----- | ----------- | ------------------------------- | ----- | -------------------- | ---------------------- |
| 1ª    | 1 de febrer | Màlaga - Màlaga                 | 64,0  | Vicente Iturat       | Vicente Iturat         |
| 2ª    | 2 de febrer | Màlaga - Granada                | 135,0 | Joaquín Barceló      | Joaquín Barceló        |
| 3ª    | 3 de febrer | Granada - Còrdova               | 239,0 | José Gómez del Moral | Miquel Pacheco         |
| 4ª    | 4 de febrer | Còrdova - Sevilla               | 152,0 | Antonio Carreras     | Antonio Jiménez Pareja |
| 5ª    | 5 de febrer | Sevilla - Huelva                | 230,0 | Anicet Utset         | Antonio Jiménez Pareja |
| 6ª    | 6 de febrer | Huelva - Jerez de la Frontera   | 191,0 | Fernando Manzaneque  | Antonio Jiménez Pareja |
| 7ª    | 7 de febrer | Jerez de la Frontera - La Línea | 213,0 | René Marigil         | Miquel Pacheco         |
| 8ª    | 8 de febrer | La Línea - Màlaga               | 140,0 | Vicente Iturat       | Miquel Pacheco         |

## Classificació final
|    | Ciclista                | Equip    | Temps       |
| -- | ----------------------- | -------- | ----------- |
| 1  | Miquel Pacheco          | Faema    | 35h 37' 56" |
| 2  | Joaquín Barceló         | Licor 43 | + 1' 04"    |
| 3  | Antonio Jiménez Pareja  | Kas      | + 2' 12"    |
| 4  | José Gómez del Moral    | Boxing   | + 2' 22"    |
| 5  | Andreu Trobat           | Licor 43 | + 2' 31"    |
| 6  | Gabriel Mas             | Faema    | + 2' 31"    |
| 7  | Gabriel Company         | Faema    | + 3' 47"    |
| 8  | Antonio Bertrán Panadés | Faema    | + 4' 40"    |
| 9  | René Marigil            | Licor 43 | + 5' 24"    |
| 10 | Hortensio Vidaurreta    | Boxing   | + 6' 13"    |